# Abadia de Sant Pere de Moissac
L'abadia de Sant Pere de Moissac (en occità: Abadiá de Sant Pèire de Moissac, en francès: Abbaye de Saint-Pierre de Moissac) és un conjunt arquitectònic religiós occità on hi destaquen les seves extraordinàries escultures romàniques. L'abadia, fundada al segle vii a l'Aquitània a prop del límit del Carcí, va estar lligada el 1047 a la poderosa abadia de Cluny i esdevingué, d'ençà el segle xii, el centre monàstic més eminent del sud-oest del Regne de França. Si l'abadia i el claustre ofereixen un exemple destacable de barreja dels estils romànic i gòtic, és el timpà de la portada sud el que constitueix la veritable obra mestra de Moissac.
Executat al segle xii, il·lustra la visió de sant Joan de l'Apocalipsi en una profusió de detalls expressius.
Construït entre el 1110 i 1130, presenta en el seu centre un Crist en majestat amb els peus descansant sobre un mar de cristall. Aquesta figura, correntment utilitzada per a la decoració dels timpans romànics, està envoltada dels símbols dels quatre evangelistes (Marc, Mateu, Lluc i Joan), mentre que els vint-i-quatre vells de l'Apocalipsi es troben en la part baixa i sobre els costats de l'escena.
El hieratisme dels personatges, el caràcter irreal de certes postures i del tractament dels recoberts, la manca de llibertat de les figures respecte al quadre són trets característics de l'escultura romànica. La delicadesa dels relleus i la dimensió pictòrica de certs detalls accentuen l'encant i la dimensió espiritual del conjunt, veritable obra mestra de l'art romànic. La llinda i les arquivoltes són adornades amb motius vegetals. La llinda sembla un vestigi romà emprat de nou.
L'entrefinestra monòlit és adornada d'animals entrellaçats, tres parelles de lleons i lleones entrecreuades, col·locades sobre un fons vegetal, se superposen sobre la cara aparent de l'entrefinestra; les cares laterals representen sant Pau i el profeta Isaïes. Els dos apòstols sant Pere i sant Pau són probablement una al·lusió a la relació de Moissac amb l'abadia de Cluny, sota la protecció d'ambdós.
Els costats del porxo també són esculpits. Els relleus de la dreta ensenyen, sobre tres registres: l'Anunciació i la Visitació, l'Adoració dels Mags i la Presentació al Temple, la Fugida d'Egipte i la Caiguda dels ídols. El costat oposat il·lustra la paràbola del pobre Llàtzer i del ric malvat, consagrat als suplicis infernals reservats als luxuriosos i avars, que figura en la part inferior.

## Claustre
Una inscripció permet datar el claustre molt precisament: 1100. Amb unes dimensions de 31 m per 27 m, està constituït per quatre galeries tallades de les quals les arcades recauen sobre una sèrie de columnes de marbre. La carcassa de fusta del cobert descansa sobre un mur nu. Conté 116 columnes diferents amb una alternança de columnes senzilles i dobles que suporten les arcades de les seves quatre galeries.
Els seus capitells historiats, esculpits sobre quatre cares, veritables obres mestres de l'escultura romànica, que il·lustren temes del Gènesi, infantesa de Crist, miracles de sant Benet, temes florals o estilitzats, de personatges o d'animals, etc., són entre els més bonics del sud de França.
Les arcades són interrompudes en els angles i en el centre per pilars quadrats en maó revestits de plaques de marbre esculpides. Vuit d'ells, als pilars d'angle, representen apòstols. Vuit dels dotze apòstols, identificats per inscripcions, són esculpits de dos en dos a cadascun dels quatre angles: Pere i Pau al sud-est, Jaume i Joan al nord-est, Felip i Andreu al nord-oest, Bartomeu i Mateu al sud-oest. Un novè apòstol, Simó, està representat sobre el pilar central de la galeria occidental, costat oest. Potser anteriorment es trobava, amb els altres tres apòstols avui desapareguts, sobre els pilars d'un pòrtic que va emmarcar fins al segle xviii una bonica font a l'angle nord-oest del pati. Un altre en representa Durand de Bredons, primer abat clunisenc de Moissac (1048–1072).
A l'angle sud-oest, una escala condueix a la sala alta, després a la teulada des d'on es descobreix una bonica vista, sobre la ciutat i més enllà sobre la vall del Tarn i els vessants del Moissaguès, sobre el claustre mateix.

## Galeria d'imatges

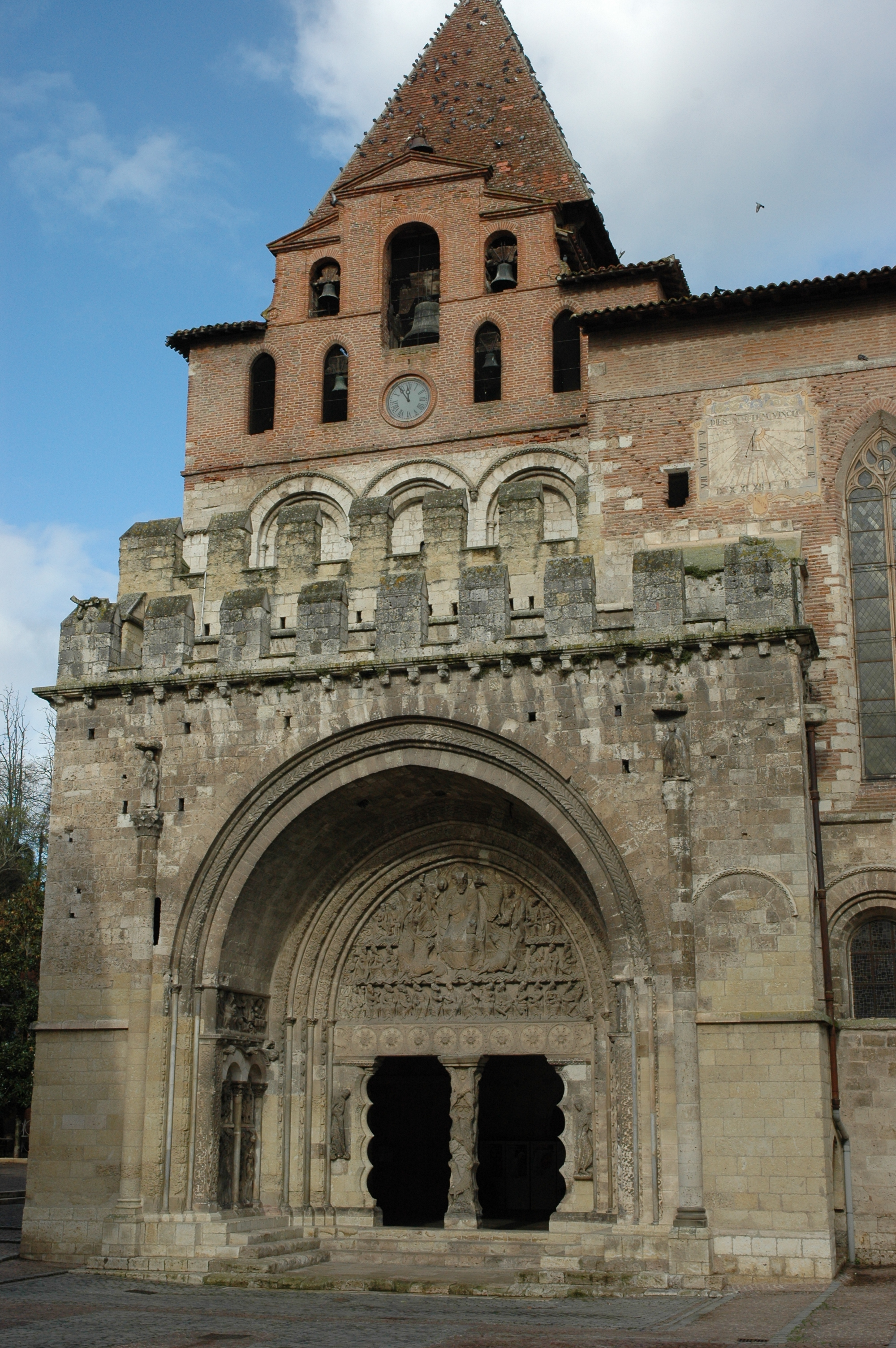
La portada sud romànica. A dalt, el campanar gòtic.
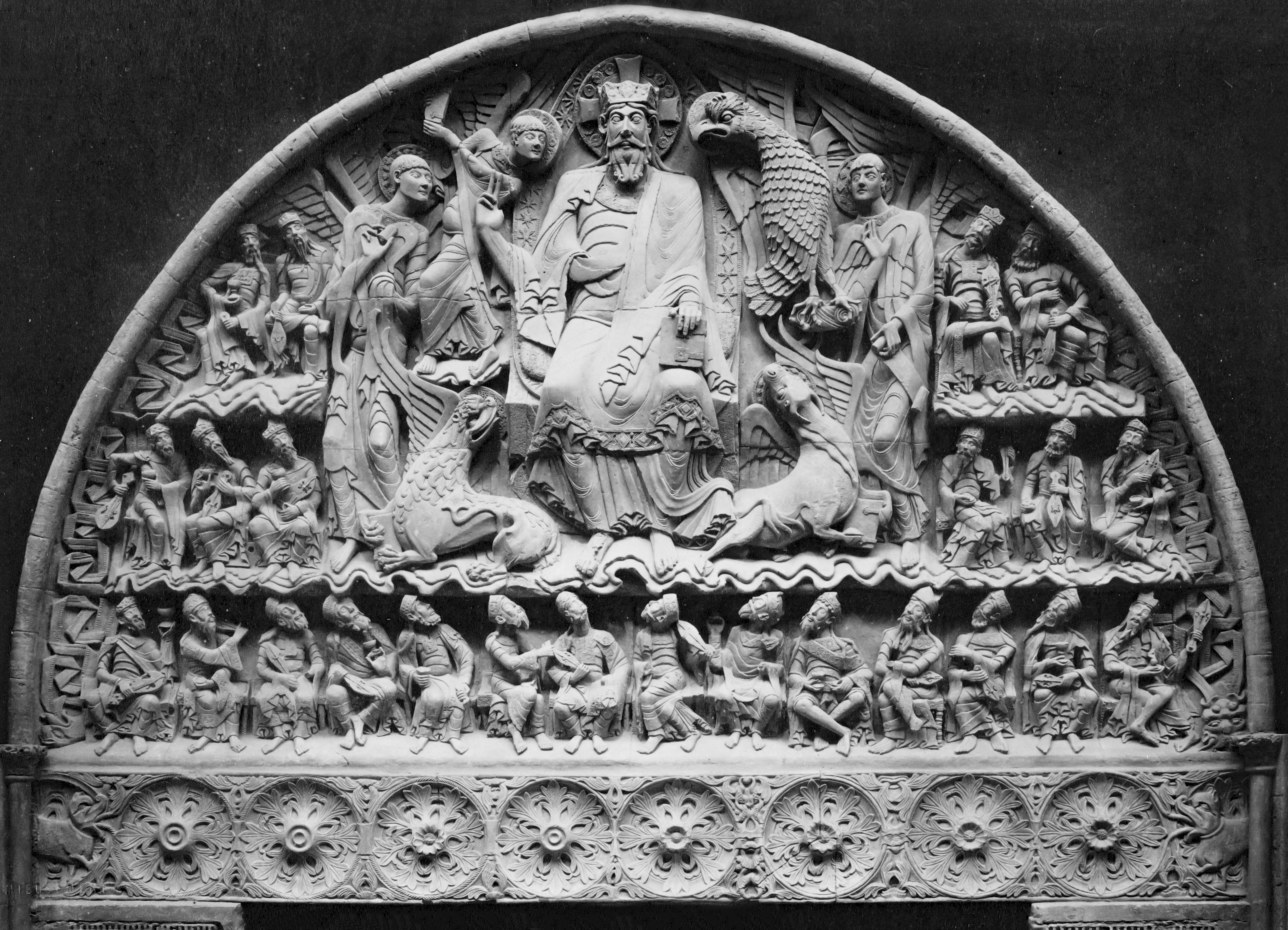
El timpà de la portada sud.
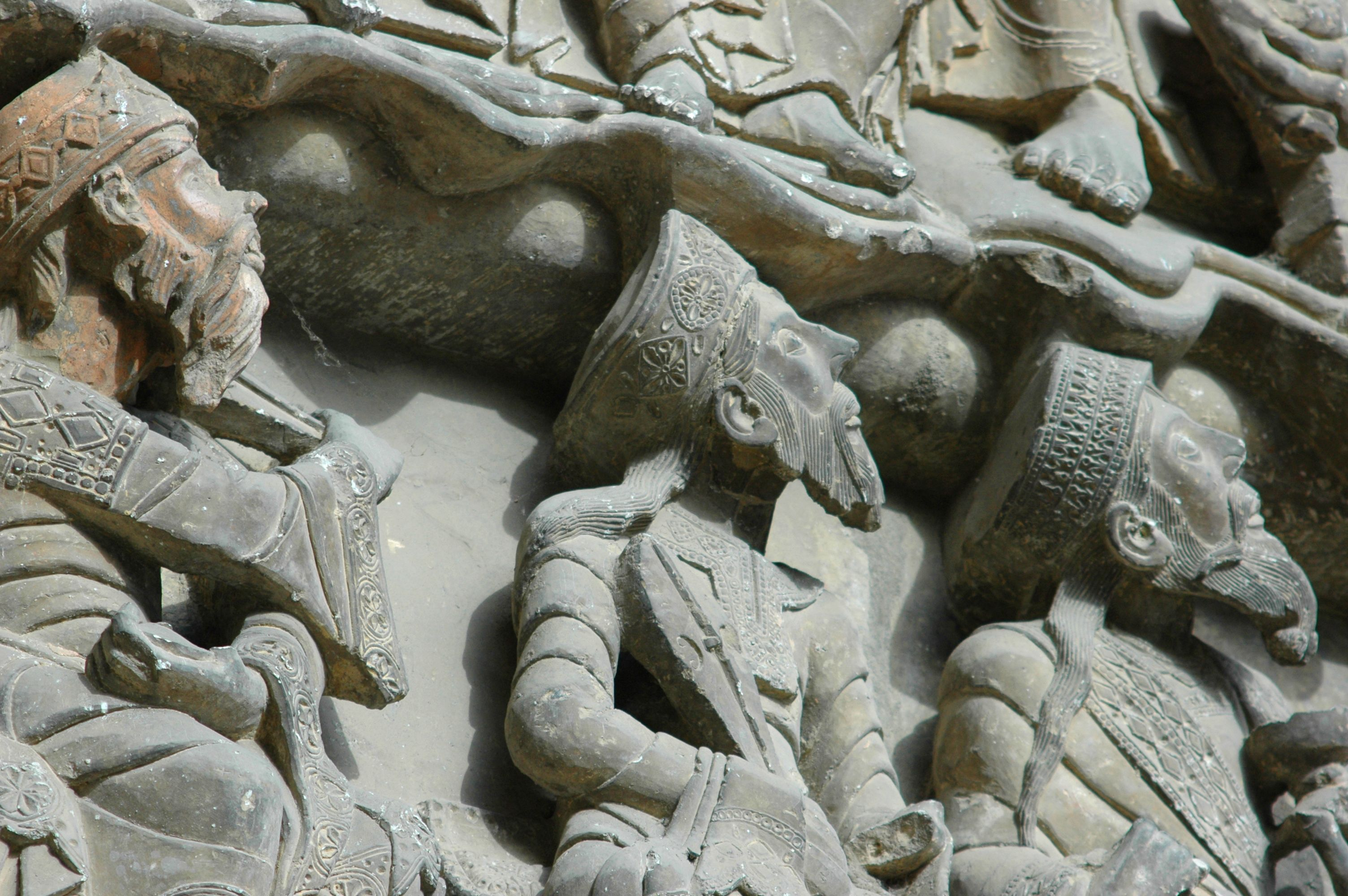
Detall de la portada.
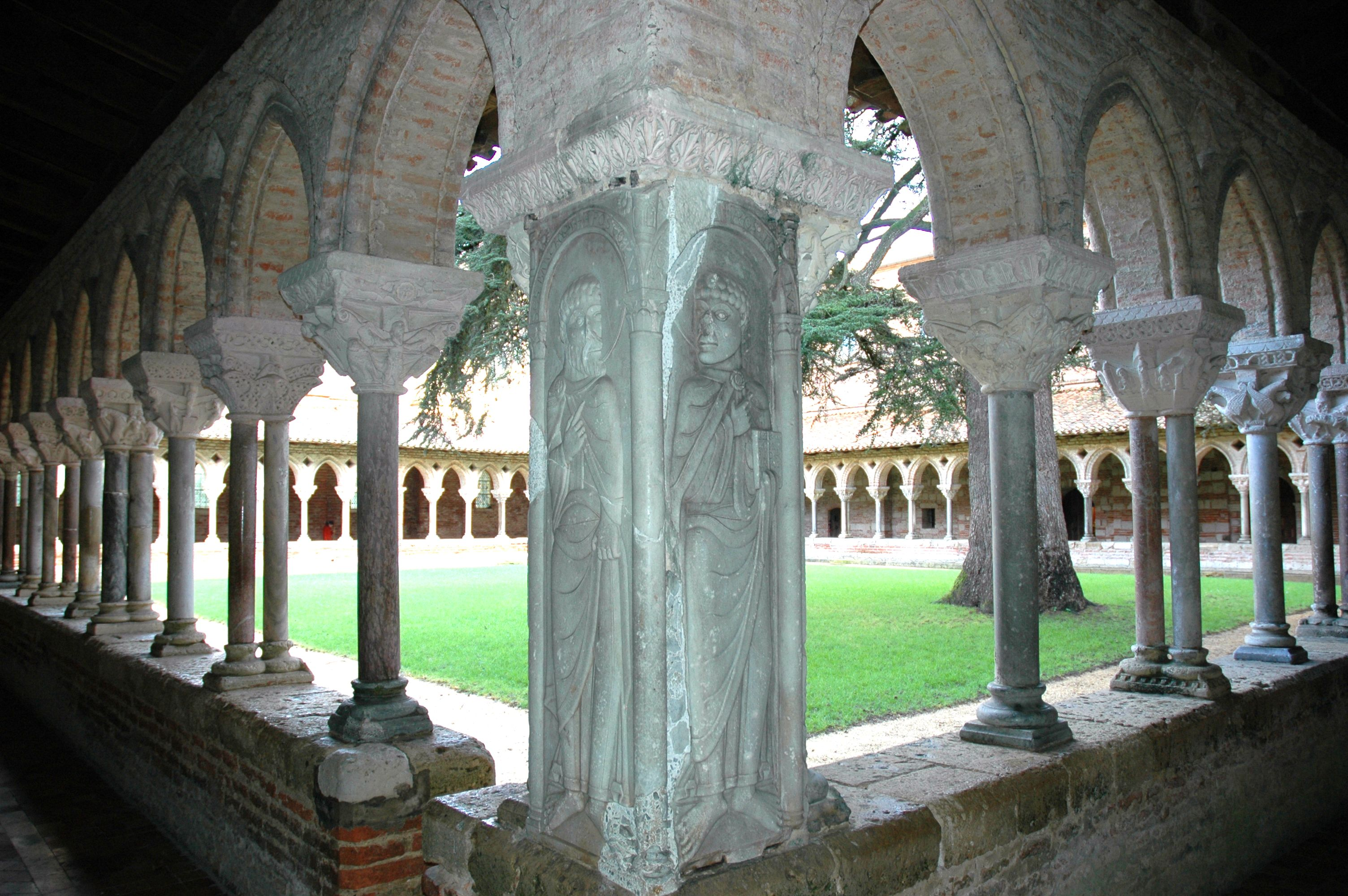
Claustre.
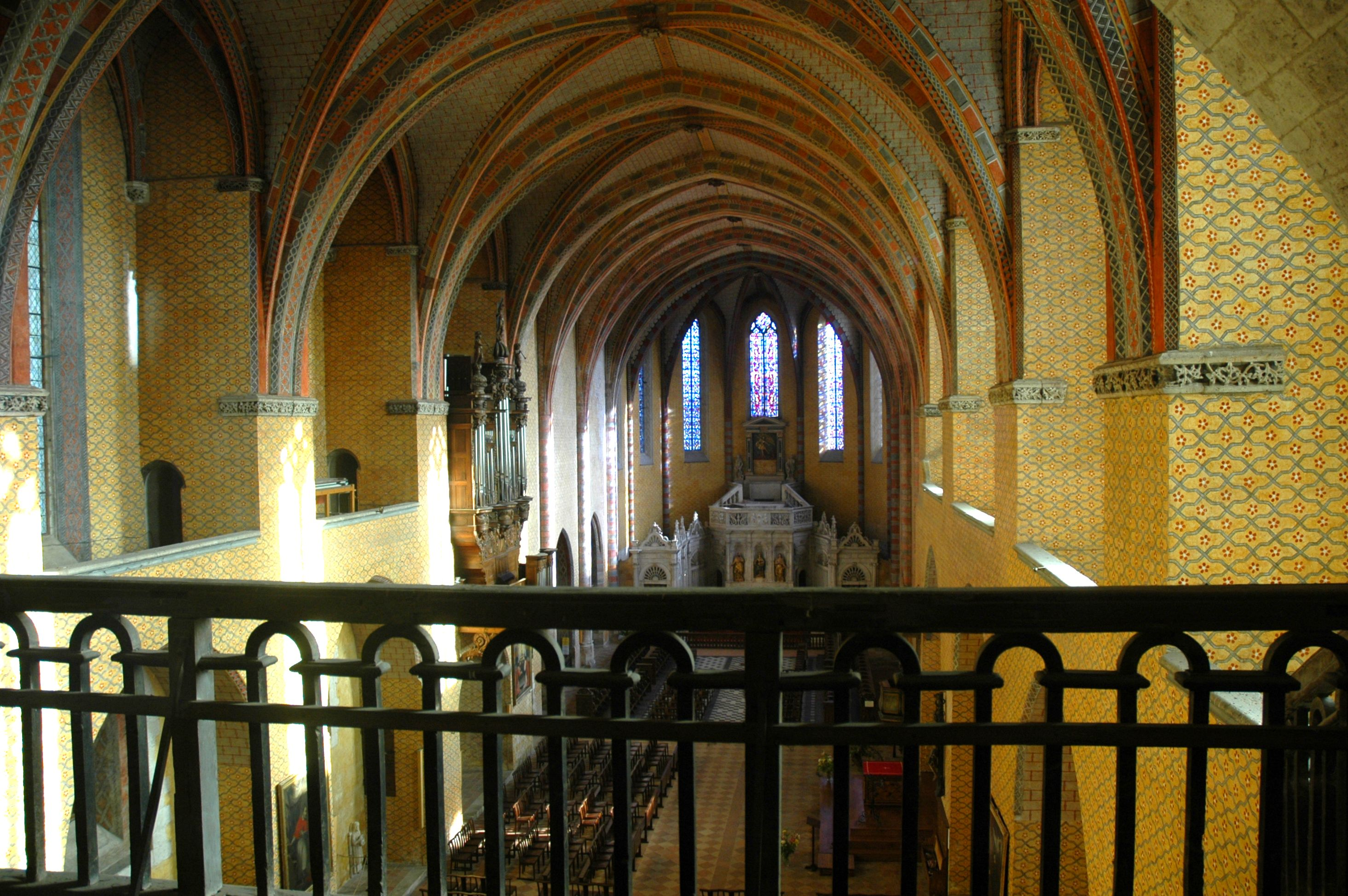
Interior de l'església amb les sanefes pintades als murs típics de la regió.